# فوریت پزشکی وحش‌بوم
فوریت پزشکی وحش‌بوم (به انگلیسی: Wilderness medical emergency) یک فوریت پزشکی است که در یک محیط وحش‌بوم یا مراقبت از راه دور (بیمارستان، کلینیک و غیره) رخ می‌دهد.. چنین شرایط اضطراری می‌تواند به مهارت‌ها، تکنیک‌های درمانی و دانش تخصصی نیاز داشته باشد تا بتوان بیمار را برای مدت طولانی پیش و در هنگام تخلیه مدیریت کرد.